# 奧東四世 (勃艮第)
奧東四世（法語：Othon IV de Bourgogne，1248年—1303年3月17日），勃艮第伯爵，1279年至1303年在位。

## 家庭
1285年，奧東四世與阿圖瓦的瑪奧結婚，兩人共有1子2女：
1. 讓娜二世（約1291年—1330年）
2. 布朗歇（約1296年—1326年）
3. 羅貝爾（英语：Robert of Burgundy (died 1317)）（約1300年—1317年），早逝